# D-Brane
In Stringtheorien (bestimmte hypothetische, über die Quantenfeldtheorie hinausgehende physikalische Modelle) sind D-Branen (engl. D-branes [ˈdiːbɹeɪns]), eine spezielle Klasse von p-Branen, an welchen die Enden offener Strings ansetzen. Das Konzept stammt von Joseph Polchinski (1989).

## Definition

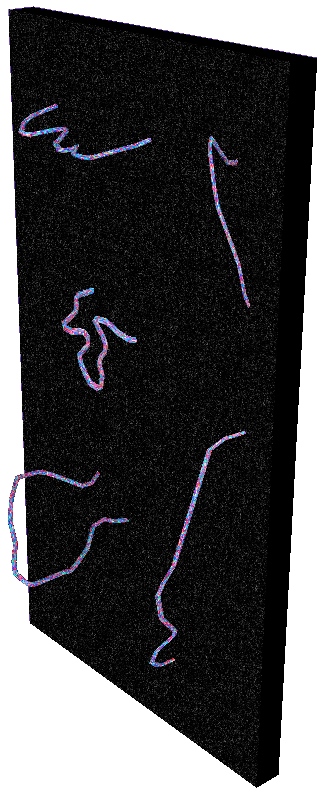
D3-Brane mit gebundenen Strings

D-Branen (oder Dp-Branen) sind p-dimensionale Objekte, an die offene Strings koppeln, welche in p+1 Dimensionen Neumann-Randbedingungen (d. h., die Ableitung verschwindet an den Endpunkten) und in den 9-p anderen Dimensionen Dirichlet-Randbedingungen (d. h., das Feld verschwindet an den Endpunkten) genügen. Die Dimensionszahl p gibt dabei die Anzahl der räumlichen Dimensionen an, jede D-Brane besitzt zusätzlich noch eine Ausdehnung in zeitlicher Richtung.
Man kann D-Branen auch als Spezialfälle bestimmter klassischer Konfigurationen („Solitonen“) interpretieren. Sie können unendlich ausgedehnt sein, aber auch ein endliches und sogar verschwindendes Volumen haben.
D-Branen sind BPS-Zustände, d. h., sie verschwinden bei Anwendung der Hälfte der Supersymmetrie-Operatoren.

## Herkunft

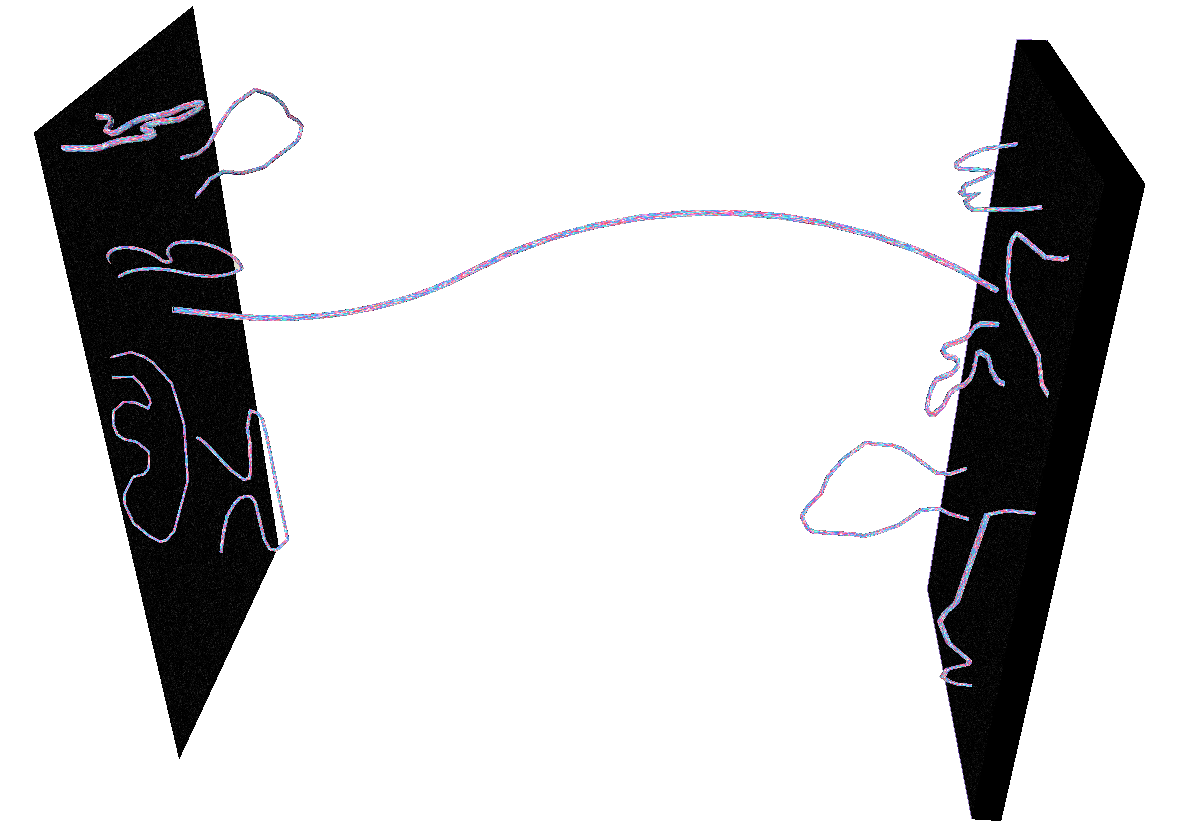
Zwei D-Branen, verbunden mit einem offenen String

D-Branen stellt man sich als niederdimensionale, dynamische Objekte vor, eingebettet in einen Bulk, d. h. in eine höherdimensionale Raumzeit bzw. in einen Hyperraum. Sie sind Bestandteil der Stringtheorie (siehe auch M-branes in M-Theorie). Da diese einen 10+1-dimensionalen Raum beschreibt, stellt sich die Frage, warum wir nur 3+1 Dimensionen (mit Zeit) wahrnehmen können. Als Erklärung bieten sich ebendiese Branen an.
Nach der Stringtheorie gibt es eindimensionale Strings, deren Enden offen liegen, sowie geschlossene, ringförmige Strings. Strings mit offenen Enden streben danach, sich an eine Bran zu „heften“; sie können dann nicht mehr beliebig die Dimensionen wechseln, sondern sind auf ihrer Bran „gefangen“. Auch Wechselwirkungen mit Teilchen im Bulk finden dann nur stark eingeschränkt statt. Wenn das uns bekannte Universum aus solchen Teilchen besteht, die in einer Bran gefangen sind, können auch die Menschen dieses Universum nicht verlassen und sind auf den niederdimensionalen Raum beschränkt. Diese Eigenschaften führen zu der Vorstellung, unser Universum könnte aus einer oder mehreren D3-Branen bestehen (entsprechend „unseren“ wahrnehmbaren drei Raumdimensionen). Die gebundenen Strings bilden demnach fast alle Elementarteilchen, z. B. Photonen, Elektronen, Quarks.
Ringförmige Strings dagegen sind nicht an eine Bran gebunden, sondern existieren im Bulk. Sie wechselwirken nur eingeschränkt mit den Teilchen in der Bran, stattdessen verteilt sich ihre Kraft auf mehrere Dimensionen. Heute gilt etwa das Graviton, das Eichboson der Gravitation, als Kandidat für ein solches Teilchen. Dies würde erklären, warum die Große vereinheitlichte Theorie bisher nur drei der vier physikalischen Grundkräfte einschließt und warum die Gravitation im Verhältnis zu den anderen Grundkräften so schwach ist. Gleichzeitig bietet sich somit eine elegante Lösung bezüglich der Dunklen Energie und der Dunklen Materie an. Aufgrund der Möglichkeit des Gravitons, sich zwischen den Branen zu bewegen und somit mit verschiedenen Branen wechselzuwirken, könnte ein anderes Universum mit dem unseren gravitativ in Wechselwirkung treten, was wir als Dunkle Energie bzw. Dunkle Materie auffassen würden. Andererseits würde es aber auch Abweichungen vom derzeitigen Gravitationsgesetz bedeuten.
Durch Quanteneffekte und gravitative Wechselwirkungen können D-Branen deformiert und zu Schwingungen angeregt werden. Eine befriedigende mathematische Behandlung dieses Phänomens existiert noch nicht. Es gibt Hinweise darauf, dass D-Branen instabil werden können und zerfallen. Ebenso sind einige stark deformierte (z. B. sphärische) D-Branen bekannt, die in gekrümmten Räumen auftreten können. Die Klassifizierung aller möglichen D-Branen ist ein offenes Problem von großer Bedeutung für das Verständnis der Stringtheorie, insbesondere ihrer Vakuum-Struktur.
Andere Überlegungen führen dazu, dass mehrere dieser Branen existieren und Paralleluniversen darstellen. Da sich Branen selbst beliebig im Raum bewegen können, könnten zwei Branen kollidieren. Dabei würde so viel Energie frei, wie sie nur beim Urknall vorstellbar ist. Hieraus leitet sich das ekpyrotische Universum ab, also die Vorstellung, dass auch unser Universum durch solch eine Kollision entstand.